# Fritzi Burger
Fritzi Burger   (Viena, 6 de juny de 1910 - Bad Gastein, 16 de febrer de 1999) va ser una patinadora artística sobre gel austríaca que va competir durant les dècades de 1920 i 1930.
El 1928 va prendre part en els Jocs Olímpics de Sankt Moritz on guanyà la medalla de plata en la prova individual del programa de patinatge artístic. Quatre anys més tard, als Jocs de Lake Placid, revalidà la medalla de plata. A la fi d'aquests Jocs es retirà.
Durant la seva carrera també guanyà quatre medalles al Campionat del Món de patinatge, dues de plata i dues e bronze, i quatre més al Campionat d'Europa, una d'or, dues de plata i una de bronze.

## Palmarès

### Individual femení
| Prova                  | 1927 | 1928 | 1929 | 1930 | 1931 | 1932 | 1933 | 1934 |
| ---------------------- | ---- | ---- | ---- | ---- | ---- | ---- | ---- | ---- |
| Jocs Olímpics d'Hivern |      | 2a   |      |      |      | 2a   |      |      |
| Campionat del Món      |      | 3a   | 2a   |      | 3a   | 2a   |      |      |
| Campionat d'Europa     |      |      |      | 1a   | 2a   | 2a   | 3a   |      |
| Campionat d'Àustria    | 3a   | 1a   | 1a   | 1a   | 1a   | 2a   |      | 3a   |